# Гринквист, Брэд
Брэд Гринквист (родился 8 октября 1959 г.) — американский актёр.

## Карьера
Гринквист появился в "Кладбище домашних животных ", экранизации 1989 года одноименного романа Стивена Кинга 1983 года, а также в таких фильмах, как «Дневник Эллен Римбауэр» . С 1990-х годов его видели в качестве приглашенной звезды в различных американских телесериалах, таких как «Зачарованные „ и “Скорая помощь».
Гринквист был предпочтительным выбором режиссёра Стивена Содерберга на роль Грэма Далтона в фильме «Секс, ложь и видео» после того, как Кайл Маклахлан и Эйдан Куинн отказались от этой роли. Однако продюсеры хотели более известного актёра, поэтому вместо него Содерберг выбрал Джеймса Спейдера.
Гринквист также известен своими четырьмя появлениями в различных версиях «Звездного пути» . В "Звездном пути: Вояджер " Гринквист появился в эпизоде 3 сезона «Военачальник». Он сыграл вора Крита в эпизоде шестого сезона сериала «Звездный путь: Глубокий космос 9» «Кто скорбит по утру?» Он также появился в двух отдельных эпизодах Star Trek: Enterprise . В эпизоде второго сезона «Рассвет» он сыграл Хата’н Зшаар, а затем, в четвёртом сезоне, он сыграл неназванного ригелианского похитителя. Из-за этих появлений, а также других в фильмах и телешоу на тему научной фантастики, фэнтези и ужасов, Гринквист часто появляется на конвенциях.

## Фильмография
- Мутанты в раю (1984): Стив Потрясающий
- Окно спальни (1987): Карл Хендерсон
- Стул (1989): «Грязный рот»
- Кладбище домашних животных (1989): Виктор Паскоу
- Сдвиг по фазе (1990): сотрудник посольства
- Связанные с бандами (1997): помощник окружного прокурора Ричард Штайн
- Наследуй ветер (1999): Том Дэвенпорт
- Головоломка в воздухе (1999): Джефф Свердлинг
- Преступление и наказание в пригороде (2000): Кэлвин Берри
- Потерянные души (2000): Джордж Визник
- Али (2001): Марлин Томас
- Вне закона (2002, прямо на видео): агент Маккензи
- Дневник Эллен Римбауэр (2003, сделано для телевидения): Дуг Поузи
- Импульс (2003, сделано для телевидения): Мартин Элиас
- Шайло-Фолс (2007): Далтон
- Напротив по коридору (2009): Портер
- Проклятые (2010): Фред Белмонт
- Воды слонам! (2011): мистер Робинсон
- Калифорнийское соло (2012): Пайпер
- Одинокий рейнджер (2013): Акционер
- Новая попытка Кейт Макколл (2013): доктор Эннис
- Реальность (2014): Жак
- Проклятие Аннабель: Зарождение зла (2017): Виктор Палмери
- Теперь все (2019): детектив

### Видеоигры
- Gabriel Knight 2: The Beast Within (1995): Георг Иммердинг
- Wing Commander: Prophecy (1997): майор Карл «Спайдер» Боуэн